# Veľký Lapáš
Veľký Lapáš est un village de Slovaquie situé dans la région de Nitra.

## Histoire
Première mention écrite du village en 1113.

## Démographie

### Évolution de la population
| Année:               | 1994. | 2004.   | 2014.   | 2024.    |
| -------------------- | ----- | ------- | ------- | -------- |
| Nombre de personnes: | 1106  | 1171    | 1212    | 2101     |
| Différence:          |       | +5,87 % | +3,50 % | +73,34 % |

| Année:               | 2023. | 2024.   |
| -------------------- | ----- | ------- |
| Nombre de personnes: | 2052  | 2101    |
| Différence:          |       | +2,38 % |

## Jumelages
- Piliscsaba (Hongrie) depuis 2004